# Abu Madi
Abu Madi (Arabisch: أبو ماضي) is een cluster van neolithische nederzettingsheuvels in de zuidelijke Sinaï, Egypte. Het ligt ten oosten van het Katharinaklooster aan de voet van een granieten bergkam. 
Er is voorgesteld dat het een seizoenskampement was voor groepen jager-verzamelaars met de overblijfselen van twee grote nederzettingen, Abu Madi I en Abu Madi III. Abu Madi I is een kleine vindplaats met de overblijfselen van een gedeeltelijk begraven gebouw van 4 m met afzettingen tot een diepte van 1.3 m. Abu Madi III werd opgegraven dicht bij een groot rotsblok en had een oppervlakte van ongeveer 220 m². Er werden woningen gevonden met stenen opslagkamers ernaast. De site werd begin jaren 80 van de 20e eeuw voor het eerst opgegraven door Ofer Bar-Yosef. 

## Cultuur
De cultuur toonde dat ze de Natufische kenmerken van een tijdelijke nederzetting behield, terwijl ze op zijn minst gedeeltelijk gelijktijdig was met de Prekeramisch Neolithicum A-culturen van de Levant verder naar het noorden.
Zw werd gedateerd tussen ongeveer 9660 en 9180 v.Chr. (10100 tot 9700 BP) met gekalibreerde dateringen variërend tussen c. 9750 en 7760 v.Chr. Afgaande op deze radiokoolstofdata werd gesuggereerd dat Abu Madi een vorm was van het laat- Khiamien. Er is voorgesteld dat de gevonden woningen kleine groepen kerngezinnen huisvestten, nog steeds in de Natufische stijl. Er werd een groot aantal bewerkte vuurstenen gevonden, waaronder een nieuw type aerodynamische pijlpunt, bekend als de Abu Madi-punt, gekenmerkt door langwerpige ovale of ruitvormen, af en toe met een kleine doorn. Er zijn ook El Khiam-punten gevonden met een diepe concave basis waarvan werd gesuggereerd dat deze werden gebruikt om op dieren als gazellen en wilde steenbokken te jagen. 
Er is gesuggereerd dat Abu Madi een van de tien waarschijnlijke centra is voor de oorsprong van de landbouw, en de site werd gebruikt in statistische analyses om de snelheid van verspreiding naar Europa te bepalen. 